# Мбијелу-Мбијелу-Мбијелу
Мбијелу-Мбијелу-Мбијелу (енгл. Mbielu-Mbielu-Mbielu) је наводно криптид које живи у џунглама Ликоуала регије (Република Конго). Ово створење је по изгледу слично криптидима Мухуруу и Нгума-монене.

## Опис криптида
Описује као диносаур из групе Стегосаурида. Ово биће је водоземни биљојед који настањује мочварна подручја. Сведоци из оближњи села Боунила и Еболора га описују као "животињу са даскама (које су прекривене алгама) које јој израстају из леђа".